# Gerthe (Bochum)
Gerthe ist ein Stadtteil von Bochum, der im Norden liegt und an Herne, Castrop-Rauxel und Dortmund grenzt.
Trotz der Großzeche Lothringen und den dazugehörigen chemischen Werken, die das Bild des Stadtteils prägten, haben sich an seinem Rand Grünflächen und Landwirtschaft erhalten.
Gerthe besitzt ein historisches Amtshaus, in dem die Bezirksvertretung Bochum-Nord untergebracht ist, ein Schulzentrum (mit dem Heinrich-von-Kleist-Gymnasium und der Anne-Frank-Realschule), das St. Maria-Hilf-Krankenhaus sowie das Kulturwerk Lothringen. Letzteres ist neben seiner Funktion als Kleinkunstbühne eine Art Start-Up-Agentur für Künstler. Sehenswert sind die denkmalgeschützten Kirchen St. Elisabeth und die Christuskirche.

## Geschichte
Die erste urkundliche Erwähnung von Gerthe als Gerthrium findet sich um das Jahr 900 im Heberegister des Klosters Werden (Werdener Urbar A), welches viele Bauerschaften (villae) im Borahtron-Gau auflistete. Es tauchten in späteren Zeiten verschiedene Schreibweisen wie Garte, Gerthe oder Gerthere auf. Im 16. Jh. wurde die Schreibweise Gerthe amtlich fixiert. Gerthe gehörte im Spätmittelalter und der Frühen Neuzeit mit eigener Bauerschaft im Oberamt Bochum (historisch) zur Grafschaft Mark. Ab 1817 war es eine Gemeinde im Kreis Bochum in der preußischen Provinz Westfalen. Teile der Gemeinde waren Cöppencastrop, Gerther Vöde, Gerther Heide, Gerther Landwehr, Nord-(Noren)berg, Berghofen und Ecksen.
Bis zur Industrialisierung war Gerthe eine landwirtschaftliche Gegend. Der Ort zählte 1798 184 Bewohner und 1904 3011 (1742 evangelische, 1256 katholische). Die Gründung der Großzeche Lothringen im Jahr 1872 prägte die Entwicklung von Gerthe und der angrenzenden Gemeinden Hiltrop. Es folgten der Bau von Zechensiedlungen, ein Bahnanschluss von Merklinde aus im Jahr 1880, sowie der Bau von Marktplatz, Kirchen und Geschäftsviertel.
Am 8. August 1912 kam es auf der Zeche Lothringen zu einem der größten Unglücke im Ruhrbergbau und in der deutschen Bergbaugeschichte. Bei einer Schlagwetterexplosion in 350 Meter Tiefe ließen um die 115 Bergleute ihr Leben. Kaiser Wilhelm II. hielt sich wegen der 100-Jahr-Feier von Krupp gerade im Ruhrgebiet auf und besuchte die Zeche, um den Überlebenden zu kondolieren.
Die Chemischen Werke Lothringen, gegründet 1905, wurden im Ersten Weltkrieg zu einem der wichtigsten Versorger der Armee mit dem kriegswichtigen Salpeter zur Munitionsherstellung.
Aufgrund des starken Bevölkerungswachstums im Raum Bochum wurden die Ämter, Gemeinden und Verwaltungseinheiten durch Aufspaltungen und Abtrennungen oder Eingemeindung oft verändert. Am 1. April 1907 wurde Hiltrop eingemeindet und gehörte mit Gerthe zum Amt Harpen. Am 3. Februar 1914 kam ein Teil von Holthausen bei Castrop hinzu. Harpen wurde durch das Gesetz über die Neuregelung der kommunalen Grenzen im rheinisch-westfälischen Industriebezirke am 1. April 1926 zusammen mit Teilen von Altenbochum und Bövinghausen bei Castrop nach Bochum eingemeindet. Am 1. August 1929 folgte Gerthe, wobei ein kleinerer Teil zu Herne kam.

In der Zwischenkriegszeit wurde 1929 der Volkspark Hiltrop angelegt.

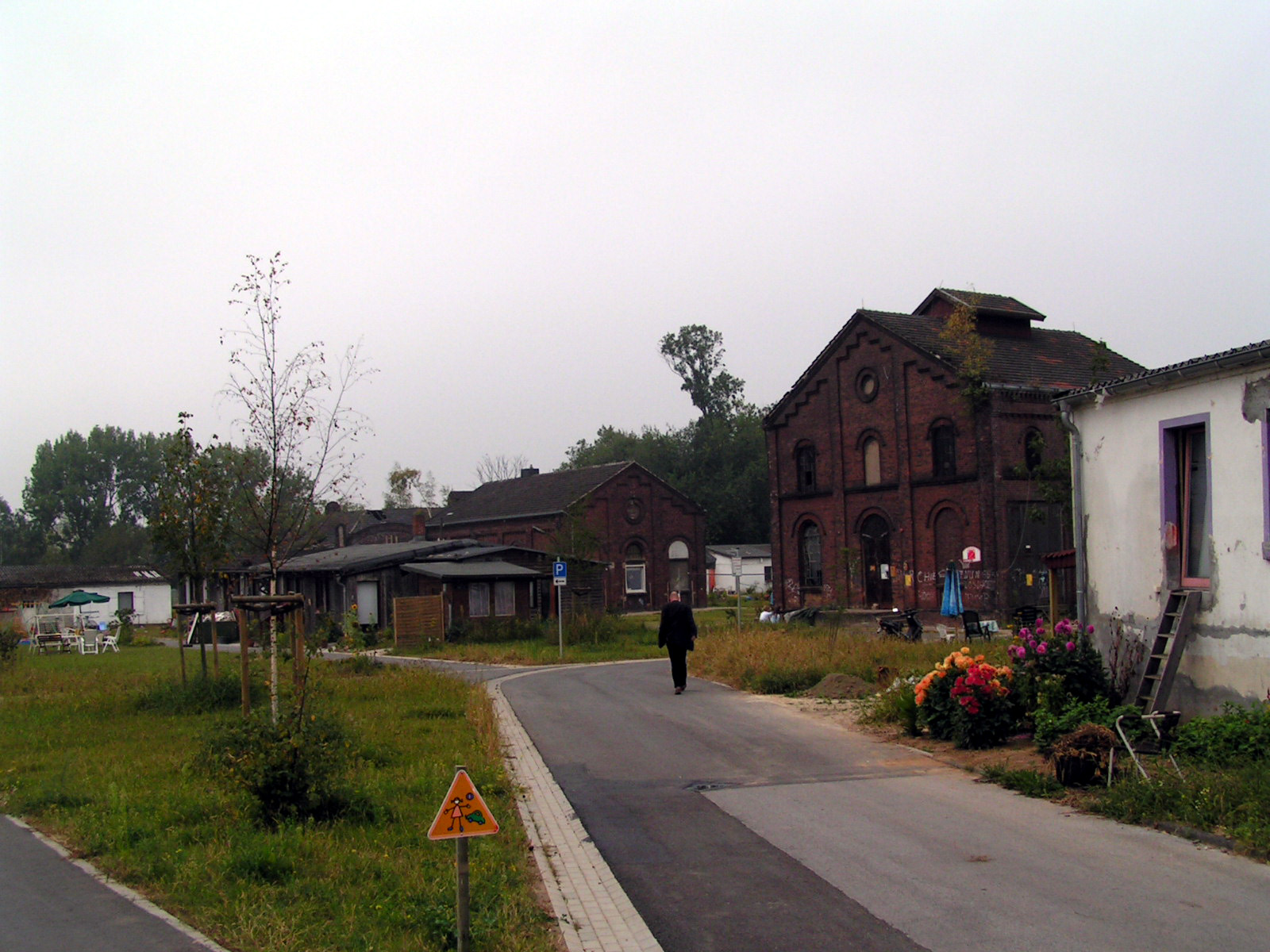
Ehemaliges Zwangsarbeiterlager an der Gewerkenstraße

Nach der Machtübergabe an die NSDAP wurde im Februar 1933 ein Folterkeller in der Hegelschule eingerichtet. Die SA verhörte und folterte hier in dem Gerther Blutkeller 40 bis 50 Menschen. Der Foltertod von Richard Goletz, Albert Ortheiler, Johann Sigl und Heinrich Fischer ist belegt. Weiter Tode von Opfern ist ungeklärt. Nach Heinrich Fischer wurde später eine Straße benannt. Im Zweiten Weltkrieg gab es mehrere Zwangsarbeiterlager für Kriegsgefangene und „Ostarbeiter“.  Im Gewerbegebiet an der Gewerkenstraße befand sich das Zwangsarbeiterlager Zeche Lothringen, von dem heute noch Bauten sichtbar sind. Das ehemalige Zwangsarbeiterlager Heinrichstraße ist heute ein eingetragenes Bodendenkmal.
Im Jahr 1954 wurden die drei markanten Schornsteine der Zeche Lothringen, die 3 großen Herren, gesprengt. Heute erinnert ein Kunstwerk an die ehemalige Landmarke. Die Zeche Lothringen war der größte Arbeitgeber vor Ort. Im Jahr 1950 waren hier noch 4367 Bergleute beschäftigt. Die Zeche wurde im Zuge der Kohlekrise 1967 stillgelegt, es gehen ungefähr 2500 Arbeitsplätze verloren.
1971 gab es einen Giftmüllskandal mit Fässern voller Natriumcyanid in Gerthe, der zu einem schärferen Abfallbeseitigungsgesetz in NRW führte. Angeblich mangels Alternative wurden die Fässer bei den Azoren im Atlantik verklappt.
Mit der Gemeindereform 1975 und der Einführung von Stadtbezirken und Bezirksvertretungen wurde Gerthe dem Bezirk Bochum-Nord zugeordnet. In dem historischen Amtshaus in Gerthe ist der Sitz der Bezirksvertretung.
Seit 1983 befindet sich in den ehemaligen Zwangsarbeiterbaracken der Zeche Lothringen ein Wohnprojekt, das sich in den 2000er um die geschichtliche Aufarbeitung des Lagers kümmert.

## Bevölkerung
Am 31. Dezember 2024 lebten 8.980 Einwohner in Gerthe.
Strukturdaten der Bevölkerung in Gerthe:
- Minderjährigenquote: 15,7 % [Bochumer Durchschnitt: 15,2 % (2024)]
- Altenquote (60 Jahre und älter): 29,7 % [Bochumer Durchschnitt: 29,3 % (2024)]
- Ausländeranteil: 14,6 % [Bochumer Durchschnitt: 17,0 % (2024)]
- Arbeitslosenquote: 7,8 % [Bochumer Durchschnitt: 8,9 % (2017)]